# Dasyhelea fuscipleuris
Dasyhelea fuscipleuris är en tvåvingeart som beskrevs av Carter, Ingram och John William Scott Macfie 1921. Dasyhelea fuscipleuris ingår i släktet Dasyhelea och familjen svidknott.
Artens utbredningsområde är Ghana. Inga underarter finns listade i Catalogue of Life.